# خوسيه لويس ديبلدوكس مارتينيز
خوسيه لويس ديبلدوكس مارتينيز (بالإسبانية: José Luis Dibildox Martínez)‏‏ (20 يوليو 1943 - 1 سبتمبر 2018) هو أسقف روماني كاثوليكي مكسيكي. ولد في المكسيك ورُسم قسًا في عام 1968. في الفترة ما بين 1993 إلى 2003 شَغل منصب أسقف أبرشية الرومان الكاثوليك في تاراهومارا بالمكسيك، ومن ثم أسقفًا لأبرشية الرومان الكاثوليك في تامبيكو بالمكسيك، حيثُ استمر بالمنصب منذ عام 2003 حتى استقال في عام 2018.